# NGC 4604
NGC 4604 é uma galáxia irregular (Im) localizada na direcção da constelação de Virgo. Possui uma declinação de -05° 18' 10" e uma ascensão recta de 12 horas, 40 minutos e 44,9 segundos.